# Castel-Mauboussin CM Jalon
O Castel-Mauboussin CM Jalon (também designado como Fouga Jalon) é um planador de assento duplo projetado na França ao final da Segunda Guerra Mundial, para fins de pesquisa aerodinâmica. A aeronave foi projetada para prover sustentação e espaço suficiente para os instrumentos de provas e um operador. Duas unidades foram construídas.

## Design e Desenvolvimento
O Jalon foi projetado e construído especificamente sob requerimentos do Groupement Français pour le Developpement des Researches Aéronautiques (G.R.A), na qual precisava de um planador que transportasse um observador e a instrumentação eletrônica para provas de aerodinâmica em voo. Para este fim, o Jalon poderia carregar 50 kg (110 lb) de instrumentação. O Jalon é construído em madeira com asa média em cantilever, construídas sob uma única longarina e cobertos por compensado. A asa tem uma corda central constante e pontas arredondadas.
A fuselagem é um monocoque de madeira de seção transversal oval, afiando do nariz (que tem uma forma bulbosa) até a cauda. As cabines de comando, em tandem, são cobertas por um canopi longo, continuamente envidraçado e multi-quadro, sem um pára-brisas fixo ou outra quebra na lisa fuselagem superior. A área do observador, dividida em dois devido a longarina da asa, é longa o suficiente para acomodar os instrumentos de provas; o observador também conta com duas janelas circulares (uma em cada lado de sua seção), nas quais servem para ver sobre a raiz da asa. A empenagem do Jalon é montada pouco acima da fuselagem, com grandes profundores, com o leme sendo balanceado e contando com um compensador. A aeronave conta com um esqui no nariz e um trem de pouso monorroda, com a roda semi recuada no final do esqui.

## Histórico Operacional
Dois Jalons foram construídos. O primeiro foi apreendido pelos alemães durante a retirada da França em novembro de 1944, não sendo certo se a aeronave chegou a voar antes ou depois de seu transporte à Alemanha. A segunda unidade fez seu primeiro voo em 22 de setembro de 1945, sendo inicialmente baseado em Toulouse, mas sendo destacado em maio de 1947 para a Office National d'Études et de Recherches Aérospatiales (ONERA), em Brétigny-sur-Orge, fazendo provas de aerodinâmica com uma variedade de sondas montadas em suas asas e fuselagem até, pelo menos, 1953.

## Especificações
Dados de: Jane's All the World's Aircraft, 1949 

### Características Gerais
- Tripulantes: Dois
- Comprimento: 7.78 m (25 ft 6 in);
- Envergadura: 14.1 m (46 ft 3 in);
- Altura: 2.33 m (7 ft 8 in);
- Área Alar: 18.4 m2 (198 sq ft);
- Alongamento: 10.8;
- Peso Vazio: 322 kg (710 lb);
- Peso Carregado: 525 kg (1,157 lb);

### Performance
- Taxa de Planeio Máxima: 26:1 á 95 km/h (59 mph; 51 kn);
- Taxa de Descida: 0.9 m/s (180 ft/min) mínimo à 85 km/h (53 mph; 46 kn).